# August Stauda
August Stauda, né en Bohème le 19 juillet 1861 et mort à Vienne le 8 juillet 1928, est un photographe autrichien connu pour ses photos d'architecture de la ville de Vienne.

## Biographie
August Stauda est né à Žireč (en allemand : Schurz) qui fait partie de Dvůr Králové nad Labem (en allemand : Königinhof an der Elbe) dans la région historique de Bohême. Il suit un apprentissage de commis de commerce à Trutnov (en allemand : Trautenau), travaille en tant que tel à Pilsen. En 1882, il effectue son service militaire à Vienne, où il apprend le métier de photographe auprès de son oncle Johann Evangelista Stauda, photographe portraitiste. Il ouvre son propre atelier en 1885, Schleifmühlgasse 5, dans le 4e arrondissement de Vienne (Wieden). A partir de 1913, il est expert assermenté. Pendant la Première Guerre mondiale, il doit déposer le bilan. 

## Collections
La ville de Vienne possède plus de 3 000 photos de Stauda.
- Musée de Vienne[3].
- Österreichische Nationalbibliothek (ÖNB)[4],

## Expositions
- 3 novembre 2004 - 6 février 2005 : August Stauda. Vienne fin de siècle, Maison européenne de la photographie, Paris[5].
- 27 avril - 27 août 2006 : Wien war anders. August Stauda. Stadtfotograf um 1900, Musée de Vienne[6].

## Galerie

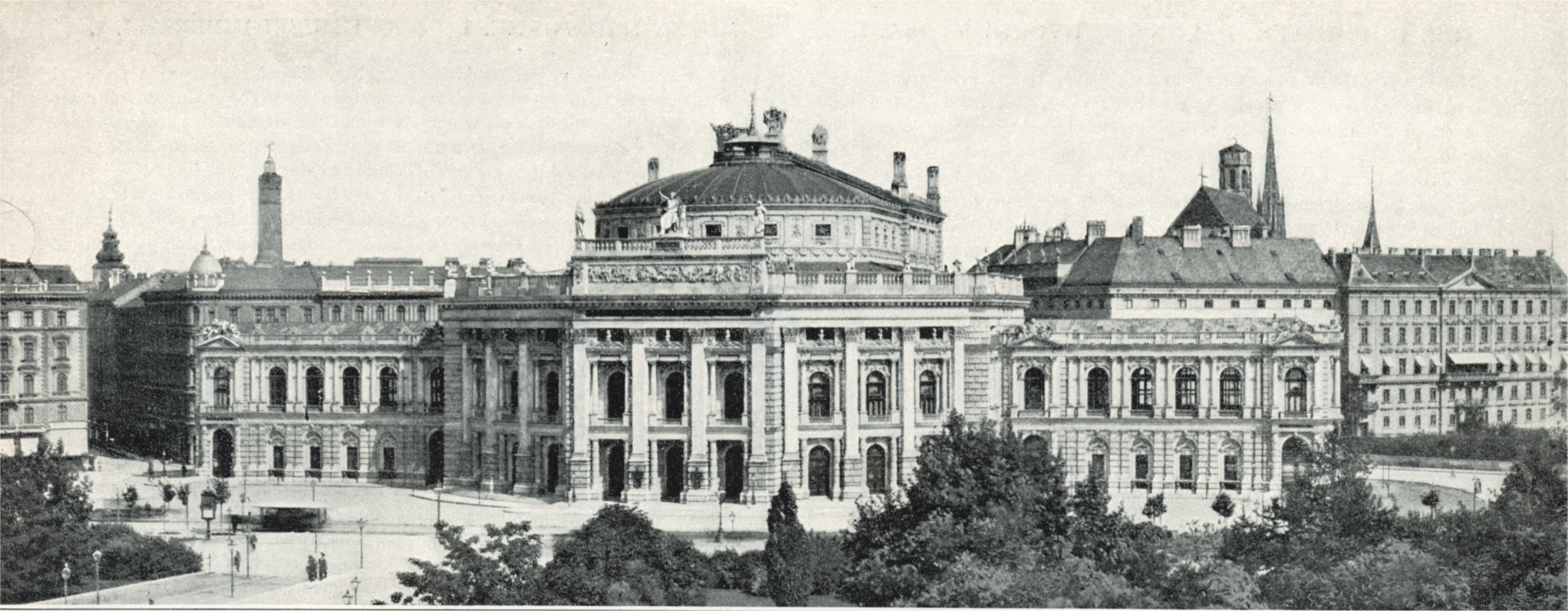
Le Burgtheater à Vienne, vers 1898.
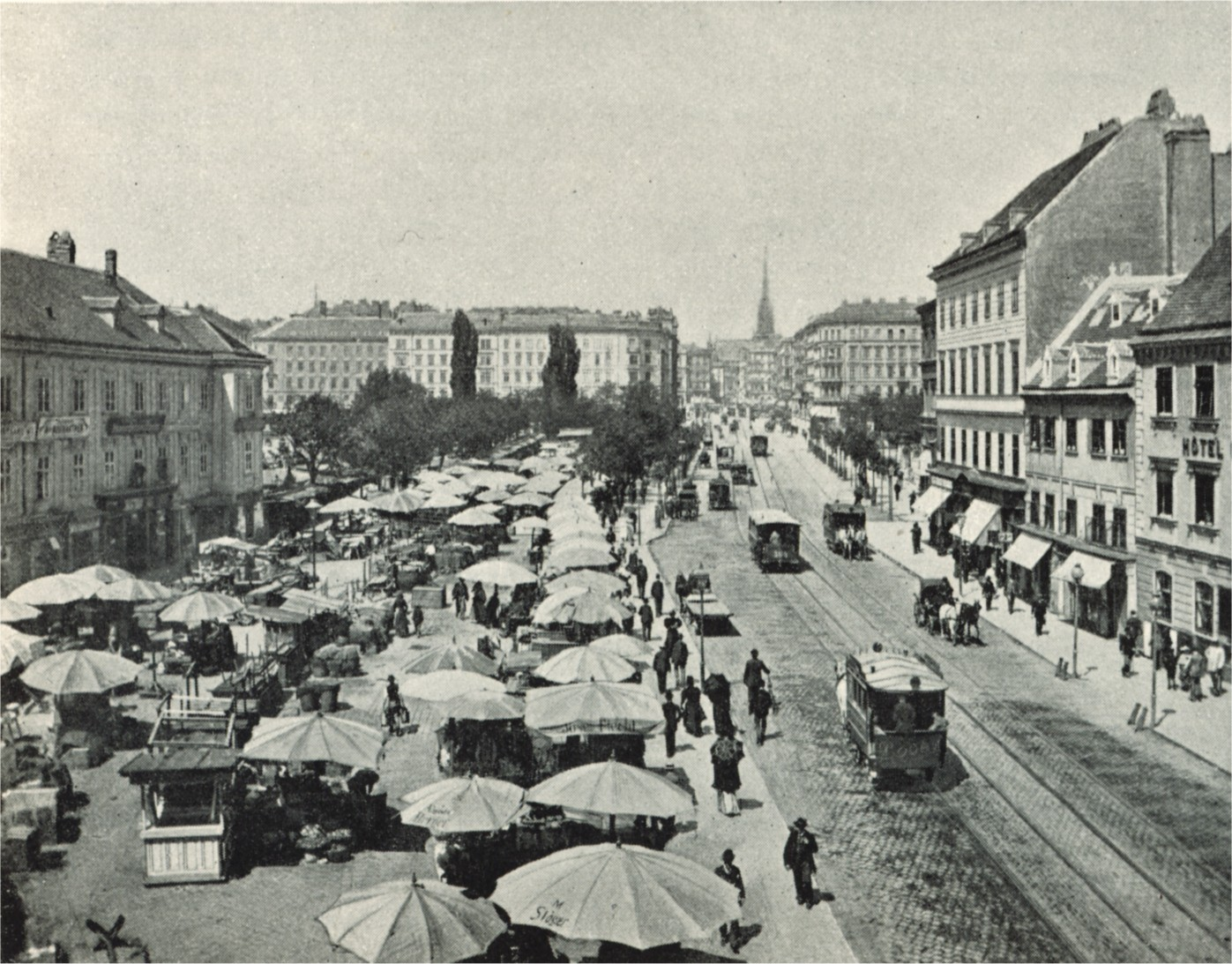
Le Naschmarkt à Vienne vers 1898.
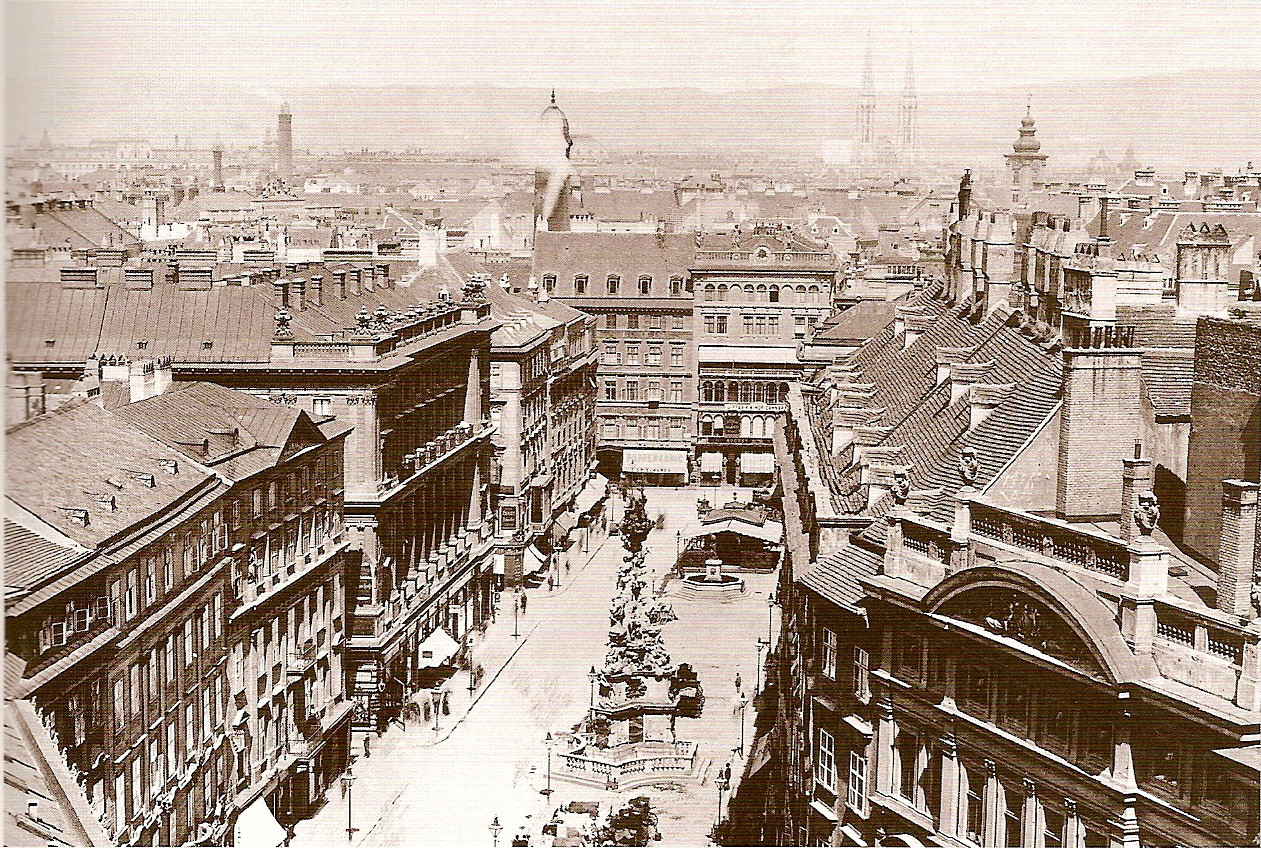
Le Graben à Vienne vers 1890.
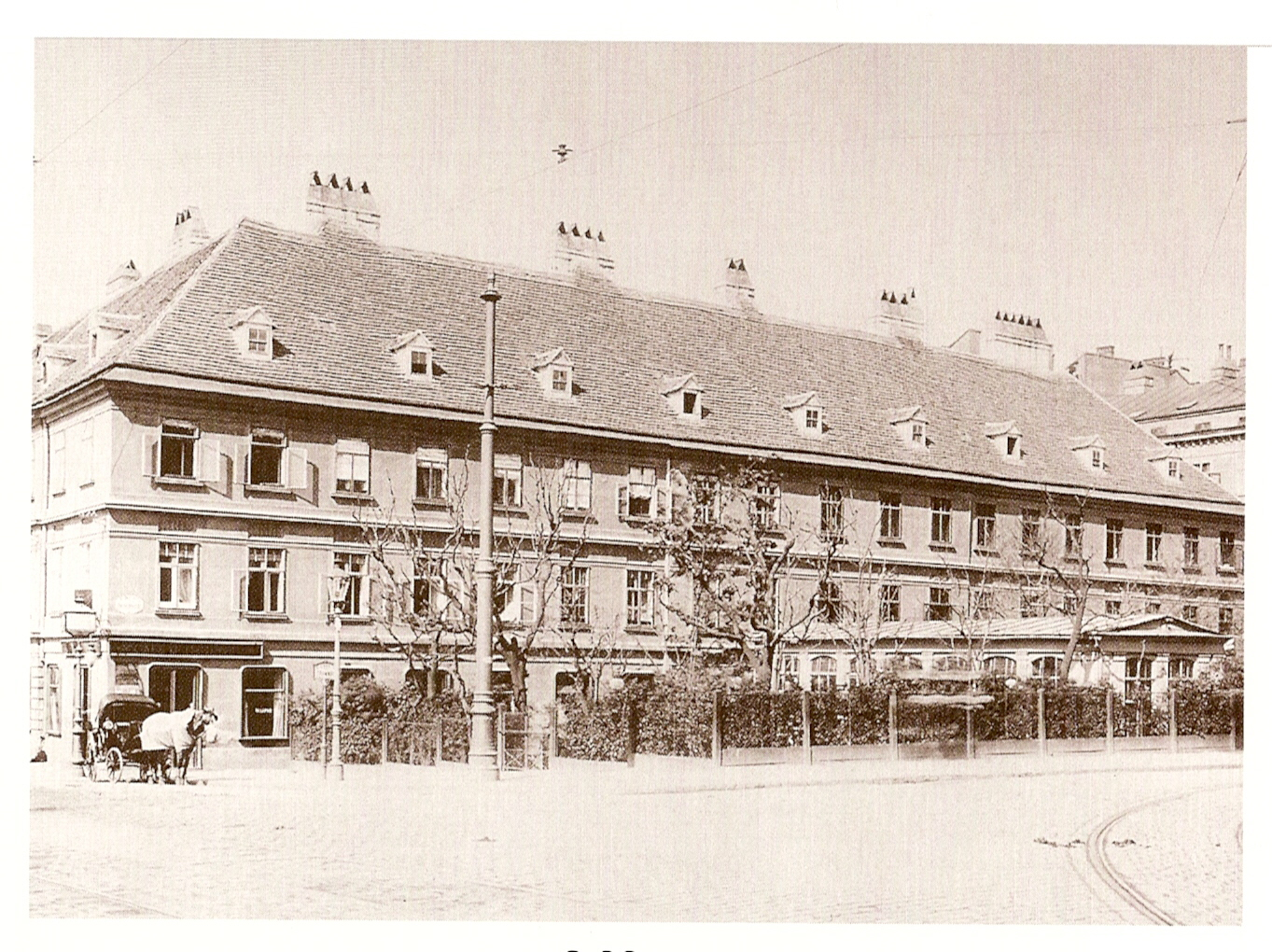
Le Café Dobner à Vienne vers 1900.
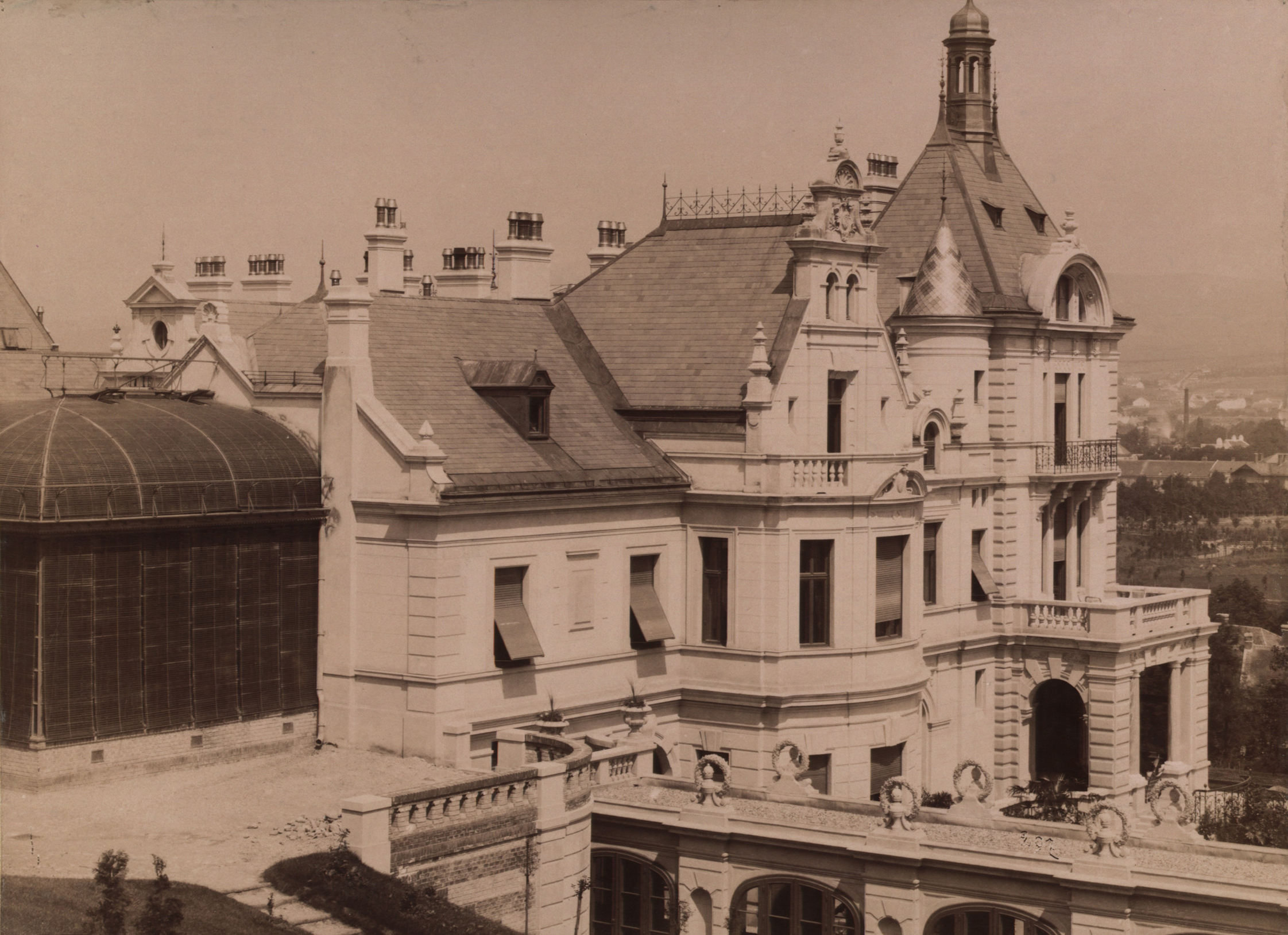
La Villa Taussig à Vienne, vers 1900.
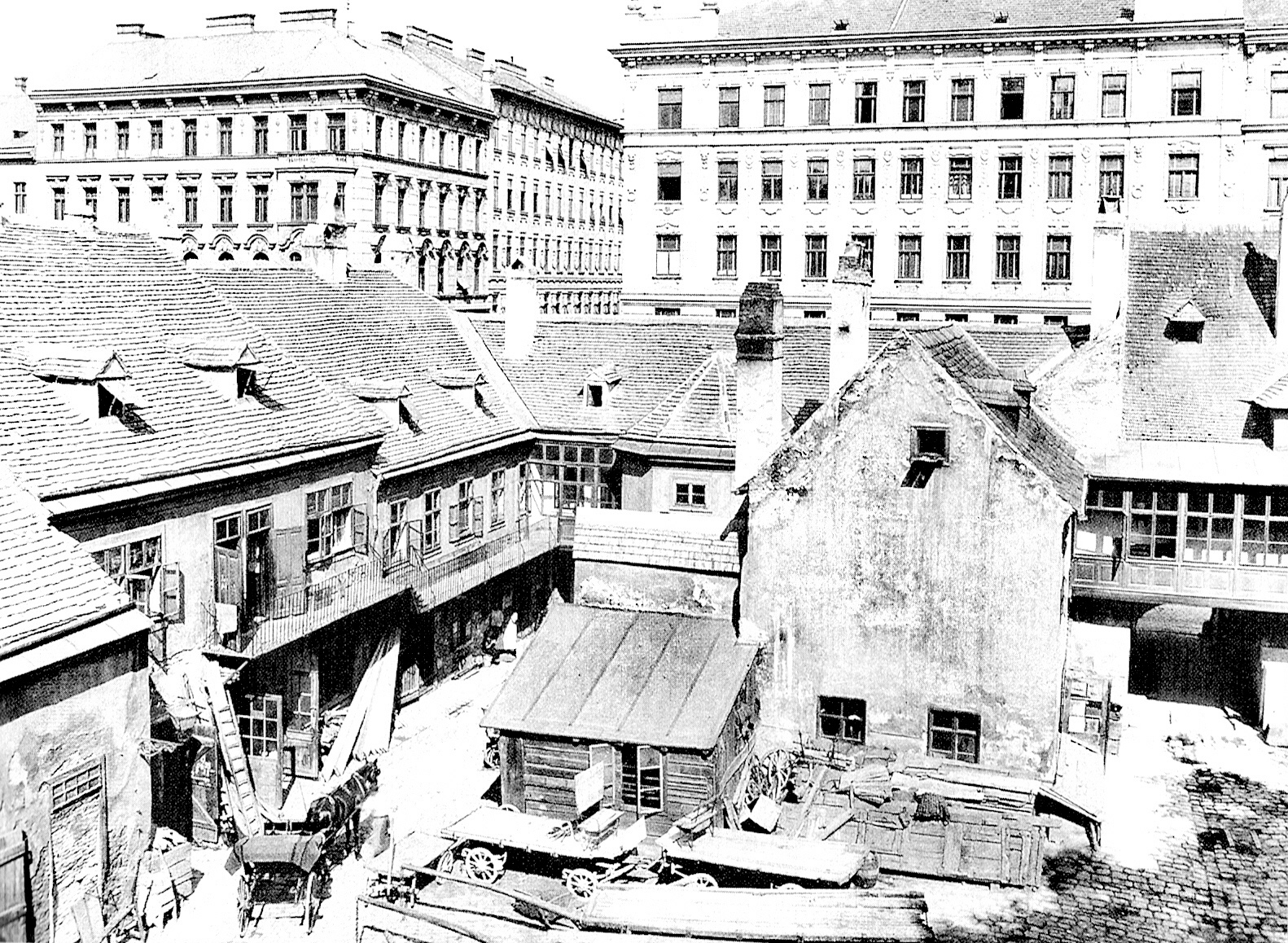
Arrière-cour au 117 Liechtensteinstraße dans l'Alsergrund, 9e arrondissement de Vienne.
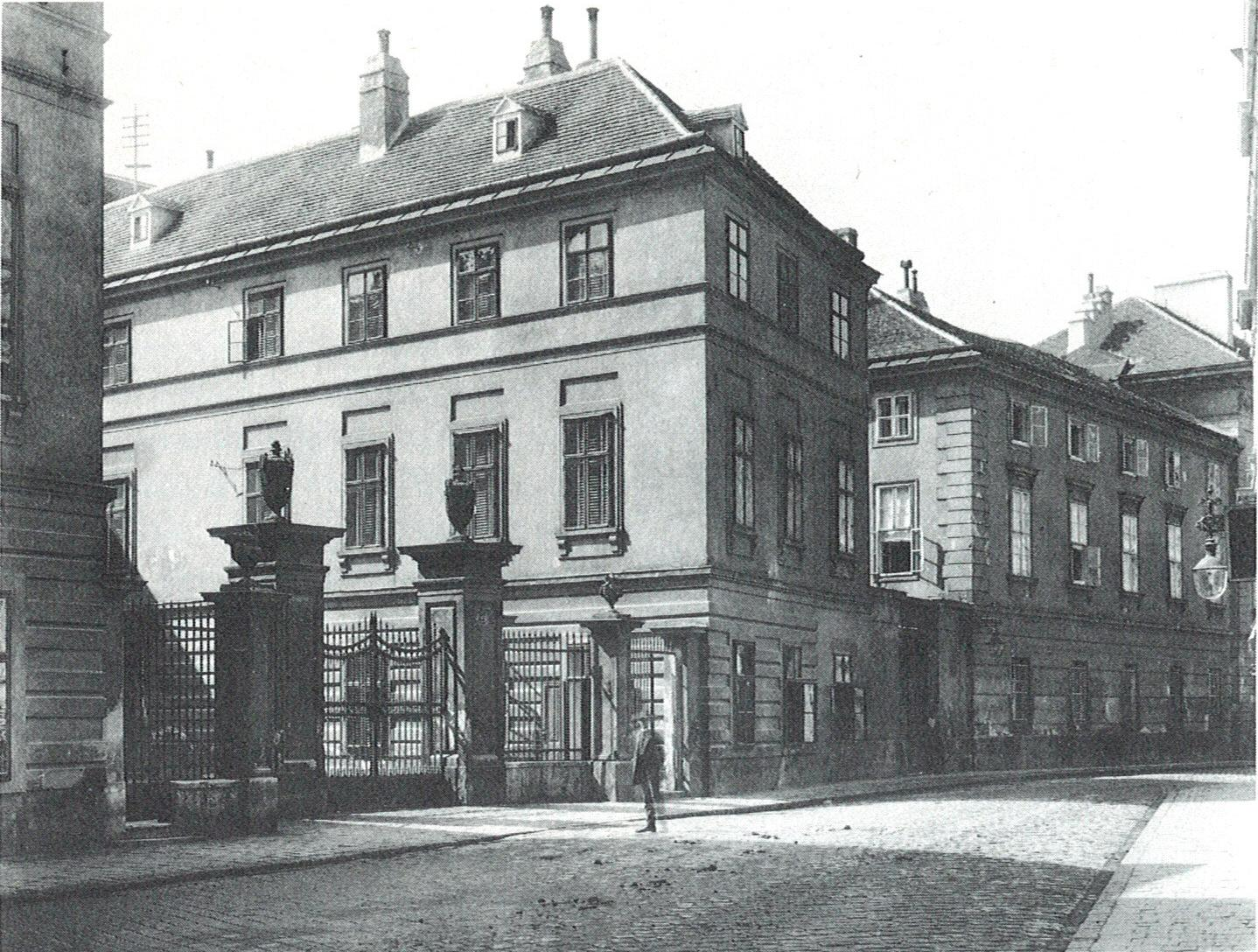
Le palais Reitter à Vienne, 1908.
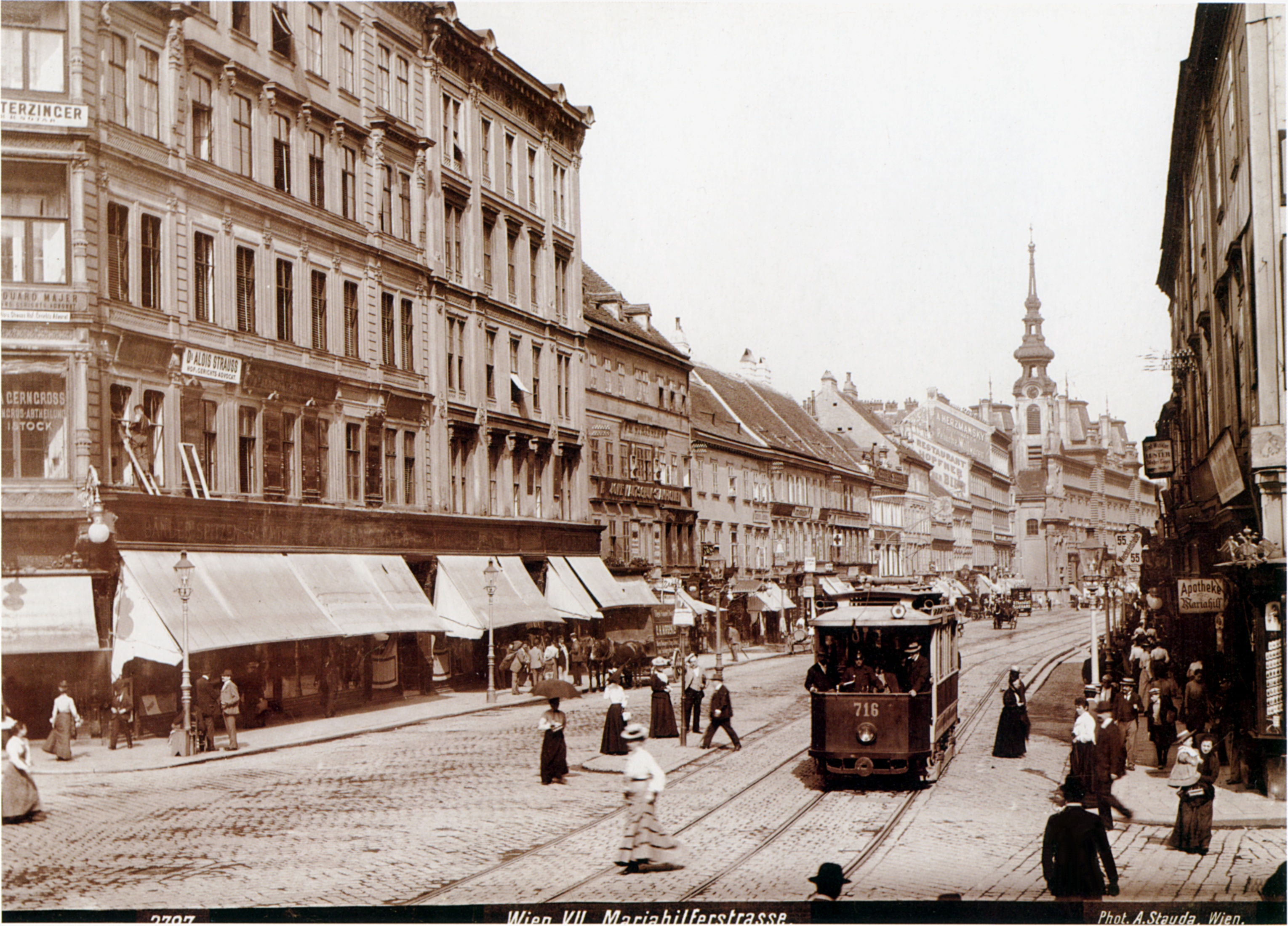
Mariahilferstrasse, 1908